# Tour d'Espagne 1988
La 43e édition du Tour d'Espagne s'est déroulée du 25 avril au 15 mai 1988, entre Santa Cruz de Tenerife et Madrid. La course a été remportée par l'Irlandais Sean Kelly à une vitesse moyenne de 38,506 km/h. Elle comptait 20 étapes pour une distance de 3 425 km.

## Équipes participantes
Dix-huit équipes prennent part à la compétition.
| Dossards | Équipe           |
| -------- | ---------------- |
| 1-10     | Café de Colombia |
| 11-20    | BH               |
| 21-30    | Caja Rural       |
| 31-40    | Kas              |
| 41-50    | Kelme            |
| 51-60    | Reynolds         |
| 61-70    | Teka             |
| 71-80    | Bose-Fagor       |
| 81-90    | Sigma-Dormilón   |

| Dossards | Équipe           |
| -------- | ---------------- |
| 91-100   | CLAS             |
| 101-110  | Helios-CR        |
| 111-120  | Seur             |
| 121-130  | Zahor            |
| 131-140  | Ryalcao Postobón |
| 141-150  | Pony Malta       |
| 151-160  | Alba Cucine      |
| 161-170  | Sicasal Torrense |
| 171-180  | Carrera          |

## Classement général
| \| 1. \| Sean Kelly \| Irlande \| KAS \| en \| 89 h 19 min 23 s \| \| \| 2. \| Reimund Dietzen \| Allemagne \| Teka \| + \| 1 min 27 s \| \| \| 3. \| Anselmo Fuerte \| Espagne \| BH \| + \| 1 min 29 s \| \| \| 4. \| Laudelino Cubino \| Espagne \| BH \| + \| 2 min 17 s \| \| \| 5. \| Fabio Parra \| Colombie \| Kelme \| + \| 2 min 25 s \| \| \| 6. \| Robert Millar \| Grande-Bretagne \| Bose Fagor \| + \| 3 min 22 s \| \| \| 7. \| Jesús Blanco Villar \| Espagne \| Teka \| + \| 8 min 19 s \| \| \| 8. \| Álvaro Pino \| Espagne \| BH \| + \| 8 min 25 s \| \| \| 9. \| Eddy Schepers \| Belgique \| Bose Fagor \| + \| 9 min 45 s \| \| \| 10. \| Roberto Córdoba \| Espagne \| BH \| + \| 10 min 28 s \| \| |                     |                 |            |    |                  |  |
| 1. | Sean Kelly          | Irlande         | KAS        | en | 89 h 19 min 23 s |  |
| 2. | Reimund Dietzen     | Allemagne       | Teka       | +  | 1 min 27 s       |  |
| 3. | Anselmo Fuerte      | Espagne         | BH         | +  | 1 min 29 s       |  |
| 4. | Laudelino Cubino    | Espagne         | BH         | +  | 2 min 17 s       |  |
| 5. | Fabio Parra         | Colombie        | Kelme      | +  | 2 min 25 s       |  |
| 6. | Robert Millar       | Grande-Bretagne | Bose Fagor | +  | 3 min 22 s       |  |
| 7. | Jesús Blanco Villar | Espagne         | Teka       | +  | 8 min 19 s       |  |
| 8. | Álvaro Pino         | Espagne         | BH         | +  | 8 min 25 s       |  |
| 9. | Eddy Schepers       | Belgique        | Bose Fagor | +  | 9 min 45 s       |  |
| 10. | Roberto Córdoba     | Espagne         | BH         | +  | 10 min 28 s      |  |

## Étapes
| N°       | Date     | Villes étapes                                       | km        | Vainqueur d'étape    | Leader du général |
| Prologue | 25 avril | Santa Cruz de Tenerife                              | 17,4      | Ettore Pastorelli    | Ettore Pastorelli |
| 1re      | 26 avril | San Cristóbal de La Laguna - Santa Cruz de Tenerife | 210       | Iñaki Gastón         | Laudelino Cubino  |
| 2e       | 27 avril | Las Palmas                                          | 34 (CLME) | BH                   | Laudelino Cubino  |
| 3e       | 28 avril | Alcalá del Río - Badajoz                            | 210       | Mathieu Hermans      | Laudelino Cubino  |
| 4e       | 29 avril | Badajoz - Béjar                                     | 234       | Francisco Navarro    | Laudelino Cubino  |
| 5e       | 30 avril | Béjar - Valladolid                                  | 202       | Mathieu Hermans      | Laudelino Cubino  |
| 6e       | 1er mai  | Valladolid - León                                   | 160       | Mathieu Hermans      | Laudelino Cubino  |
| 7e       | 2 mai    | León - Brañillín                                    | 176,7     | Álvaro Pino          | Laudelino Cubino  |
| 8e       | 3 mai    | Oviedo - Alto del Naranco                           | 6,8 (CLM) | Álvaro Pino          | Laudelino Cubino  |
| 9e       | 4 mai    | Oviedo - Santander                                  | 197,3     | Mathieu Hermans      | Laudelino Cubino  |
| 10e      | 5 mai    | Santander - Valdezcaray                             | 217,2     | Sean Kelly           | Laudelino Cubino  |
| 11e      | 6 mai    | Logroño - Jaca                                      | 197,5     | Sean Yates           | Laudelino Cubino  |
| 12e      | 7 mai    | Jaca - Station de Cerler                            | 178,2     | Fabio Parra          | Laudelino Cubino  |
| 13e      | 8 mai    | Benasque - Andorre                                  | 190,3     | Iñaki Gastón         | Laudelino Cubino  |
| 14e      | 9 mai    | La Seu d'Urgell - San Quirico de Tarrasa            | 166       | Johnny Weltz         | Laudelino Cubino  |
| 15e      | 10 mai   | Valence - Albacete                                  | 192       | Mathieu Hermans      | Anselmo Fuerte    |
| 16e      | 11 mai   | Albacete - Tolède                                   | 244,4     | Malcolm Elliott      | Anselmo Fuerte    |
| 17e      | 12 mai   | Tolède - Ávila                                      | 212,5     | Juan Martínez Oliver | Anselmo Fuerte    |
| 18e      | 13 mai   | Ávila - Ségovie                                     | 150       | Ángel Ocaña          | Anselmo Fuerte    |
| 19e      | 14 mai   | Las Rozas - Collado Villalba                        | 30 (CLM)  | Sean Kelly           | Sean Kelly        |
| 20e      | 15 mai   | Collado Villalba - Madrid                           | 202       | Mathieu Hermans      | Sean Kelly        |

## Classements annexes
| \| 1. \| Sean Kelly \| Irlande \| KAS \| 248 points \| \| 2. \| Mathieu Hermans \| Pays-Bas \| Caja Rural \| 166 points \| \| 3. \| Benny Van Brabant \| Belgique \| Zahor \| 138 points \| |                   |          |            |            |
| 1. | Sean Kelly        | Irlande  | KAS        | 248 points |
| 2. | Mathieu Hermans   | Pays-Bas | Caja Rural | 166 points |
| 3. | Benny Van Brabant | Belgique | Zahor      | 138 points |

| \| 1. \| Álvaro Pino \| Espagne \| BH \| 100 points \| \| 2. \| Anselmo Fuerte \| Espagne \| BH \| 62 points \| \| 3. \| Sean Kelly \| Irlande \| KAS \| 60 points \| |                |         |     |            |
| 1. | Álvaro Pino    | Espagne | BH  | 100 points |
| 2. | Anselmo Fuerte | Espagne | BH  | 62 points  |
| 3. | Sean Kelly     | Irlande | KAS | 60 points  |

| \| 1. \| Miguel Ángel Iglesias \| Espagne \| Helios - CR \| 19 points \| |                       |         |             |           |
| 1.                                                                       | Miguel Ángel Iglesias | Espagne | Helios - CR | 19 points |

| \| 1. \| José Enrique Carrera \| Espagne \| Reynolds \| - \| |                      |         |          |   |
| 1.                                                           | José Enrique Carrera | Espagne | Reynolds | - |

| \| 1. \| Carlos Muñiz (es) \| Espagne \| CLAS \| 90 h 05 min 07 s \| |                   |         |      |                  |
| 1.                                                                   | Carlos Muñiz (es) | Espagne | CLAS | 90 h 05 min 07 s |

| \| 1. \| Sean Kelly \| Irlande \| KAS \| - \| |            |         |     |   |
| 1.                                            | Sean Kelly | Irlande | KAS | - |

| \| 1. \| BH \| Espagne \| 267 h 55 min 02 s \| |    |         |                   |
| 1.                                             | BH | Espagne | 267 h 55 min 02 s |

## Liste des coureurs
- Liste de départ complète

| Café de Colombia | BH | Caja Rural |
| - 1 Luis Herrera (Col) - 2 Martín Ramírez (Col) - 3 Antonio Agudelo (Col) - 4 Julio César Cadena (Col) - 5 Argemiro Bohórquez (es) (Col) - 6 Henry Cárdenas (Col) - 7 Samuel Cabrera (Col) - 8 Marco Antonio León (en) (Col) - 9 Rubén Darío Beltrán (Col) - 10 Rafael Acevedo (Col)                                       | - 11 Álvaro Pino (Esp) - 12 Anselmo Fuerte (Esp) - 13 Federico Echave (Esp) - 14 Manuel Jorge Domínguez (Esp) - 15 Fernando Quevedo (Esp) - 16 Laudelino Cubino (Esp) - 17 Jørgen Vagn Pedersen (Dan) - 18 Roberto Córdoba (Esp) - 19 Philippe Bouvatier (Fra) - 20 Francisco Antequera (Esp)                                               | - 21 Marino Lejarreta (Esp) - 22 Jokin Mujika (Esp) - 23 Mathieu Hermans (Hol) - 24 Imanol Murga (Esp) - 25 Roque de la Cruz (Esp) - 26 Roland Le Clerc (Fra) - 27 René Beuker (nl) (Hol) - 28 Erwin Nijboer (Hol) - 29 Juan María Eguiarte (Esp) - 30 Vicente Ridaura (Esp)                                             |
| Kas | Kelme | Reynolds |
| - 31 Sean Kelly (Irl) - 32 Pello Ruiz Cabestany (Esp) - 33 Acácio da Silva (Por) - 34 Éric Caritoux (Fra) - 35 Jon Unzaga (Esp) - 36 Guido Van Calster (Bel) - 37 Celestino Prieto (Esp) - 38 Thomas Wegmüller (Sui) - 39 Martin Earley (Irl) - 40 Jesús Montoya (Esp)                                                     | - 41 Fabio Parra (Col) - 42 Iñaki Gastón (Esp) - 43 Vicente Belda (Esp) - 44 Eduardo Chozas (Esp) - 45 Antonio Coll (Esp) - 46 José Recio (Esp) - 47 José Roncancio (en) (Col) - 48 Juan Martínez Oliver (Esp) - 49 Jaime Vilamajó (Esp) - 50 Manuel Guijarro (es) (Esp)                                                                    | - 51 Julián Gorospe (Esp) - 52 Ángel Arroyo (Esp) - 53 Miguel Indurain (Esp) - 54 José Luis Laguía (Esp) - 55 William Palacio (Col) - 56 Rubén Gorospe (Esp) - 57 Jesús Hernández Úbeda (Esp) - 58 José Enrique Carrera (Esp) - 59 Pedro Díaz Zabala (es) (Esp) - 60 Javier Lukin (Esp)                                  |
| Teka | Bose-Fagor | Sigma-Dormilón |
| - 61 Reimund Dietzen (All) - 62 Jesús Blanco Villar (Esp) - 63 Peter Hilse (All) - 64 Marino Alonso (Esp) - 65 Carlos Hernández Bailo (Esp) - 66 Enrique Aja (Esp) - 67 Fernando Pacheco (es) (Esp) - 68 José Ángel Sarrapio (Esp) - 69 Alfonso Gutiérrez (Esp) - 70 Mariano Sánchez (Esp)                                 | - 71 Robert Millar (Gbr) - 72 Pedro Muñoz (Esp) - 73 Jean-Claude Bagot (Fra) - 74 Eddy Schepers (Bel) - 75 Malcolm Elliott (Gbr) - 76 Sean Yates (Gbr) - 77 Marc Gomez (Fra) - 78 Bernard Richard (Fra) - 79 Johnny Weltz (Dan) - 80 John Carlsen (Dan)                                                                                     | - 81 Paul Haghedooren (Bel) - 82 Roger Ilegems (Bel) - 83 Wilfried Peeters (Bel) - 84 Willem Wijnant (Bel) - 85 Philippe Boulanger (Bel) - 86 Eddy Vanhaerens (Bel) - 87 Rik Van Slycke (Bel) - 88 Walter Dalgal (Bel) - 89 Ludwig Wijnants (Bel) - 90 André Meuwissen (Bel)                                             |
| Clas | Helios CR | Seur |
| - 91 Francisco Javier Quevedo (ca) (Esp) - 92 Casimiro Moreda (ca) (Esp) - 93 Américo Neves (Por) - 94 Manuel Cunha (Por) - 95 Jesús Rodríguez Carballido (Esp) - 96 Javier Duch (en) (Esp) - 97 Francisco Javier Ochaíta (Esp) - 98 Carlos Muñiz (es) (Esp) - 99 Jesús Ignacio Alonso (Esp) - 100 Jesús Cruz Martín (Esp) | - 101 Miguel Ángel Iglesias (Esp) - 102 Felipe Yáñez (Esp) - 103 José Julián Balaguer (Esp) - 104 Juan Martín Robleda (Esp) - 105 José Antonio Miralles (Esp) - 106 José del Ramo (Esp) - 107 José Ignacio Moratinos (Esp) - 108 Jesús Rodríguez Rodríguez (es) (Esp) - 109 Antonio Casajús (Esp) - 110 Francisco López Gonzalvo (es) (Esp) | - 111 Noël Dejonckheere (Bel) - 112 Javier Castellar (es) (Esp) - 113 Jean-Jacques Philipp (Fra) - 114 Leo Wellens (Bel) - 115 Antonio Provencio (Esp) - 116 Modesto Urrutibeazkoa (ca) (Esp) - 117 José Rafael García (Esp) - 118 Francisco Navarro (Esp) - 119 Juan Gomila (Esp) - 120 Pablo Moreno (Esp)              |
| Zahor | Ryalcao Postobón | Pony Malta |
| - 121 Luc Suykerbuyk (Hol) - 122 Juan Fernández Martín (Esp) - 123 Manuel Carrera (ca) (Esp) - 124 Benny Van Brabant (Bel) - 125 Juan Tomás Martínez (es) (Esp) - 126 Ángel Ocaña (Esp) - 127 Juan Martín Zapatero (Esp) - 128 Antonio Martínez (ca) (Esp) - 129 Roberto Torres (Esp) - 130 Santiago Portillo (Esp)        | - 131 Francisco Rodríguez (Col) - 132 Óscar de Jesús Vargas (Col) - 133 Pedro Saúl Morales (Col) - 134 Héctor Patarroyo (es) (Col) - 135 Víctor Hugo Olarte (Col) - 136 Néstor Mora (Col) - 137 Carlos Mario Jaramillo (Col) - 138 Luis Fernando Mosquera (Col) - 139 Gerardo Moncada (Col) - 140 Gustavo Wilches (Col)                     | - 141 Luis Alberto González (es) (Col) - 142 Reynel Montoya (Col) - 143 Manuel Cárdenas (es) (Col) - 144 Alirio Chizabas (es) (Col) - 145 Lino Casas (Col) - 146 Elio Villamizar (es) (Ven) - 147 Celio Roncancio (it) (Col) - 148 Álvaro Lozano (es) (Col) - 149 Rafael Tolosa (es) (Col) - 150 Ramón Tolosa (es) (Col) |
| Alba Cucine | Sicasal-Torreense | Carrera |
| - 151 Stefano Colagè (Ita) - 152 Marco Franceschini (Ita) - 153 Flavio Chesini (Ita) - 154 Rodolfo Massi (Ita) - 155 Sauro Varocchi (Ita) - 156 Mauro Antonio Santaromita (Ita) - 157 Alessandro Giannelli (Ita) - 158 Claudio Savini (Ita) - 159 Micol Giannelli (Ita) - 160 Félipe Enríquez (en) (Mex)                   | - 161 Eduardo Correia (Por) - 162 António João Pinto (Por) - 163 Fernando Fernandes (Por) - 164 João Manuel Santos (Por) - 165 Alexandre Ruas (de) (Por) - 166 Jorge Silva (pt) (Por) - 167 Manuel Neves (Por) - 168 António da Costa Araújo (Por) - 169 José Poeira (Por) - 170 Paulo Pinto (Por)                                          | - 171 Ettore Pastorelli (Ita) - 172 Marco Votolo (Ita) - 173 Mario Chiesa (Ita) - 174 Primož Čerin (You) - 175 Fabio Bordonali (Ita) - 176 Claudio Chiappucci (Ita) - 177 Francesco Rossignoli (Ita) - 178 Deno Davie (en) (Gbr) - 179 Marco Bergamo (Ita) - 180 Raimondo Vairetti (Ita)                                 |